# Herlies
Herlies est une commune française située dans le département du Nord, en région Hauts-de-France. Elle fait partie de la Métropole européenne de Lille.

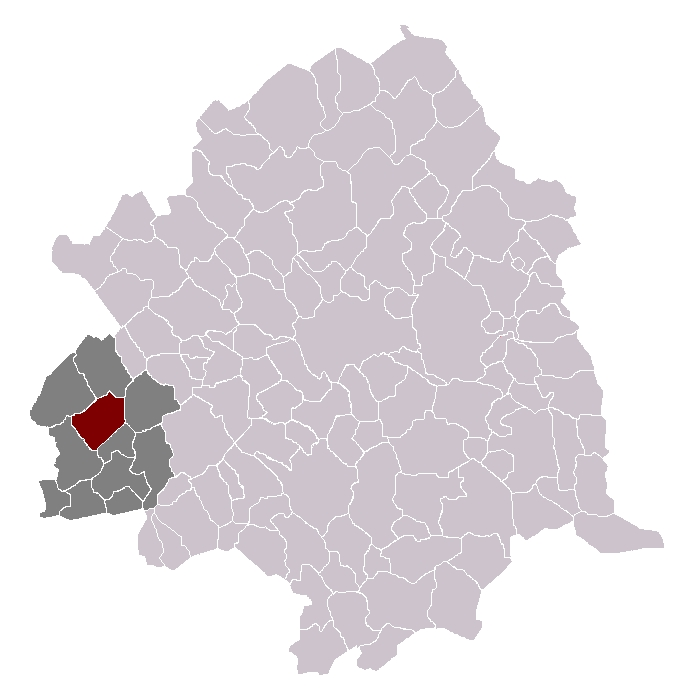
Herlies dans son canton et son arrondissement.

## Géographie

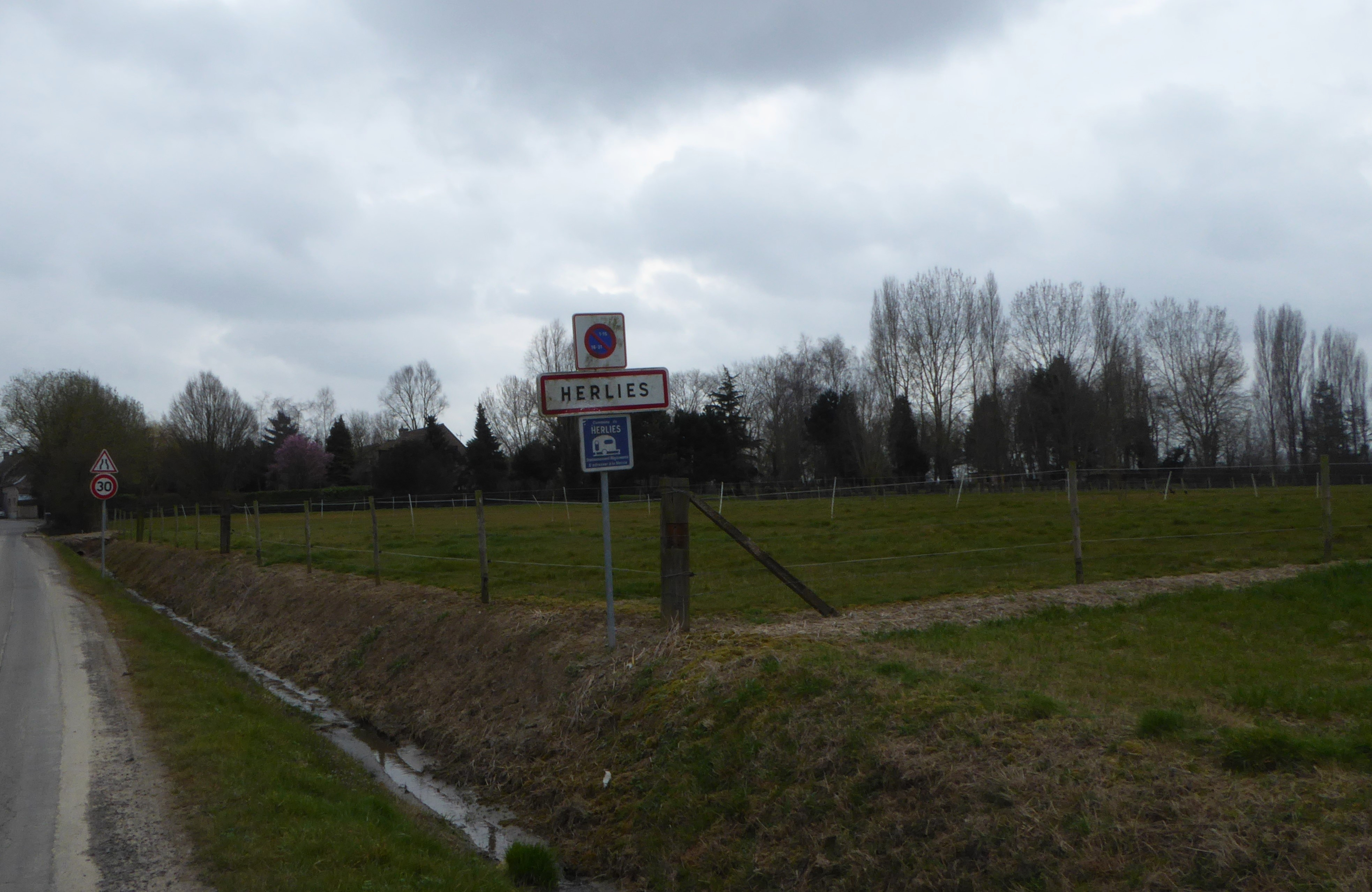
Entrée dans la commune d'Herlies.

### Communes limitrophes
| Aubers | Fromelles   |                   |
| Illies | Herlies     | Fournes-en-Weppes |
|        | Marquillies | Wicres            |

### Hydrographie

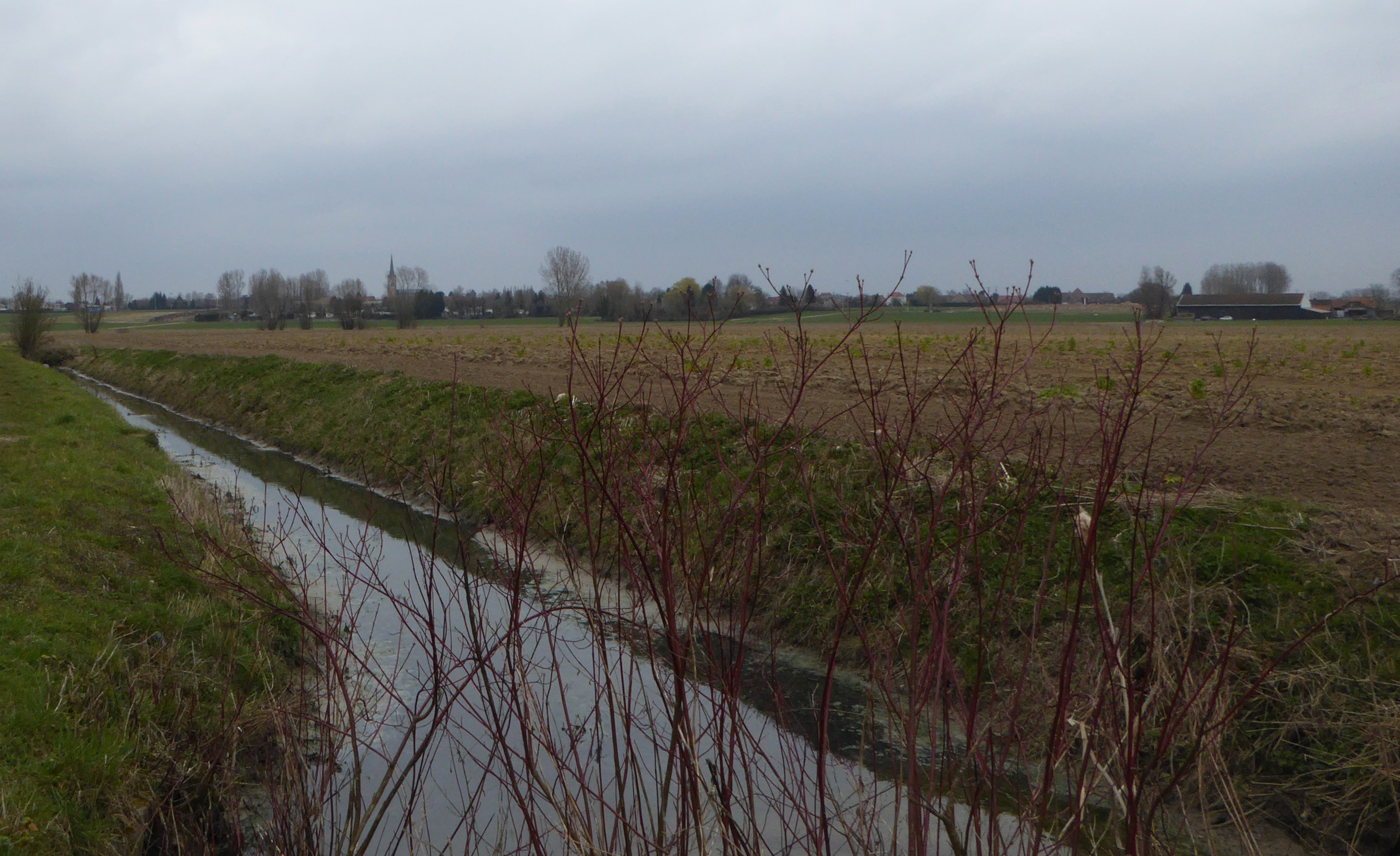
Herlies.- La Broëlle

#### Réseau hydrographique
La commune est située dans le bassin Artois-Picardie. Elle est drainée par la rivière Des Layes, le Comté, le Courant de Valmonchy et un autre petit cours d'eau,.
La Rivière des Layes, d'une longueur de 26 km, prend sa source dans la commune  et se jette  dans la Vieille lys d'armentières à Armentières, après avoir traversé onze communes. 

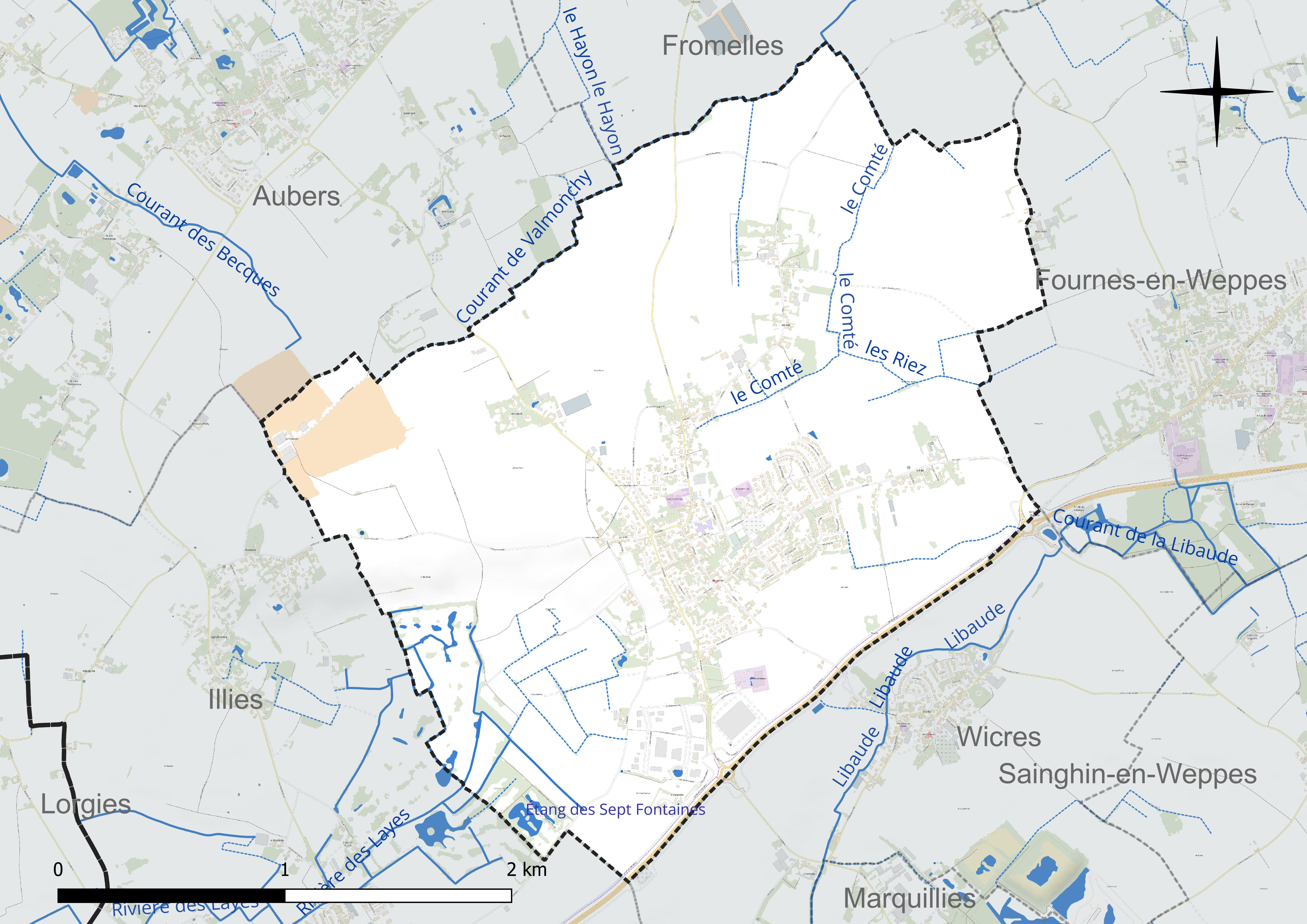
Réseau hydrographique d'Herlies.

Un plan d'eau complète le réseau hydrographique : l'étang des Sept Fontaines (1 ha),.

#### Gestion et qualité des eaux
Le territoire communal est couvert par le schéma d'aménagement et de gestion des eaux (SAGE) « Lys ». Ce document de planification concerne un territoire de 1 835 km2 de superficie, délimité par le bassin versant de la Lys. Le périmètre a été arrêté le 29 mai 1995 et le SAGE proprement dit a été approuvé le 6 août 2010, puis révisé le 20 septembre 2019. La structure porteuse de l'élaboration et de la mise en œuvre est le syndicat mixte pour l'élaboration du SAGE de la Lys (SYMSAGEL). 
La qualité des cours d'eau peut être consultée sur un site spécial géré par les agences de l'eau et l'Agence française pour la biodiversité. 

### Climat
Pour des articles plus généraux, voir Climat des Hauts-de-France et Climat du Nord.
En 2010, le climat de la commune est de type climat océanique dégradé des plaines du Centre et du Nord, selon une étude du CNRS s'appuyant sur une série de données couvrant la période 1971-2000. En 2020, Météo-France publie une typologie des climats de la France métropolitaine dans laquelle la commune est exposée à un climat océanique et est dans la région climatique  Nord-est du bassin Parisien, caractérisée par un ensoleillement médiocre, une pluviométrie moyenne régulièrement répartie au cours de l'année et un hiver froid (3 °C). 
Pour la période 1971-2000, la température annuelle moyenne est de 10,5 °C, avec une amplitude thermique annuelle de 14,2 °C. Le cumul annuel moyen de précipitations est de 701 mm, avec 12 jours de précipitations en janvier et 9,2 jours en juillet. Pour la période 1991-2020, la température moyenne annuelle observée sur la station météorologique la plus proche, située sur la commune de Lesquin à 18 km à vol d'oiseau, est de 11,3 °C et le cumul annuel moyen de précipitations est de 740,0 mm,. Pour l'avenir, les paramètres climatiques de la commune estimés pour 2050 selon différents scénarios d'émission de gaz à effet de serre sont consultables sur un site spécial publié par Météo-France en novembre 2022.

## Urbanisme

### Typologie
Au 1er janvier 2024, Herlies est catégorisée ceinture urbaine, selon la nouvelle grille communale de densité à sept niveaux définie par l'Insee en 2022.
Elle appartient à l'unité urbaine de Herlies, une unité urbaine monocommunale constituant une ville isolée,. Par ailleurs la commune fait partie de l'aire d'attraction de Lille (partie française), dont elle est une commune de la couronne,. Cette aire, qui regroupe 201 communes, est catégorisée dans les aires de 700 000 habitants ou plus (hors Paris),.

### Occupation des sols
L'occupation des sols de la commune, telle qu'elle ressort de la base de données européenne d'occupation biophysique des sols Corine Land Cover (CLC), est marquée par l'importance des territoires agricoles (78,6 % en 2018), en diminution par rapport à 1990 (89,4 %). La répartition détaillée en 2018 est la suivante : 
terres arables (78,6 %), zones urbanisées (17,3 %), espaces verts artificialisés, non agricoles (4,1 %). L'évolution de l'occupation des sols de la commune et de ses infrastructures peut être observée sur les différentes représentations cartographiques du territoire : la carte de Cassini (XVIIIe siècle), la carte d'état-major (1820-1866) et les cartes ou photos aériennes de l'IGN pour la période actuelle (1950 à aujourd'hui).

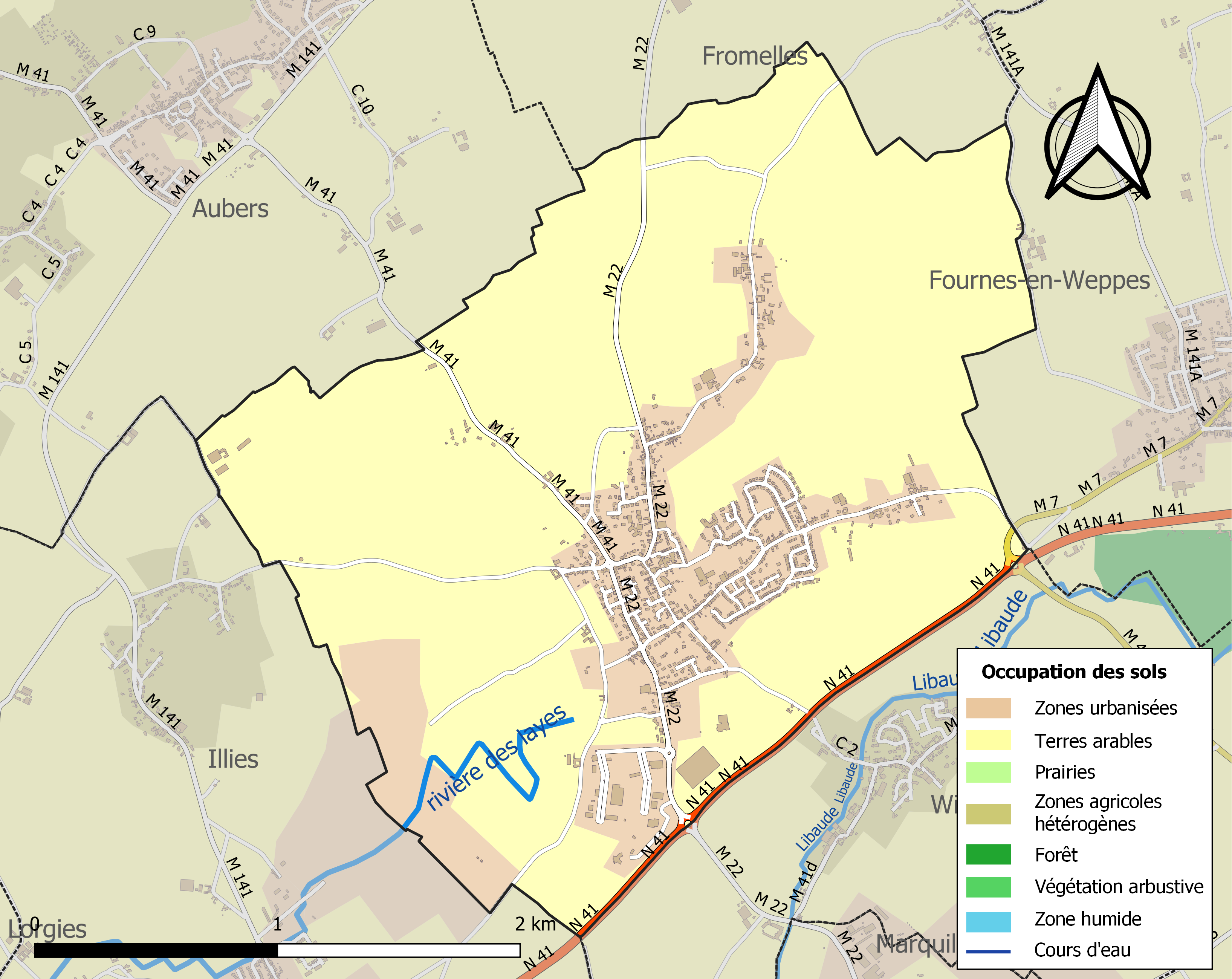
Carte des infrastructures et de l'occupation des sols de la commune en 2018 (CLC).

### Voies de communication et transports
La commune est desservie, en 2023, par les lignes 64, 236, 933, 934, 935 et par les lignes de transport à la demande 22R, 25R, 28R, 64R et 74R du réseau Ilévia.

## Histoire
Des pièces gallo-romaines indiquent une occupation du site à l'époque gallo-romaine durant deux siècles et demi au moins. Les terres de Herlies sont partagées vers 870 et données aux religieux de Saint-Amé de Douai. Ce chapitre y entretient un bourgmestre dès 1090. En 1133, une partie du village est sur le territoire de l'Empire, tandis que le comté d'Herlies fait partie de la châtellenie de Lille.
Herlies est le siège d'au moins une seigneurie, érigée en comté avant le XVIe siècle : en 1562, Floris de Stavele est dit comte de Herlies.
Floris de Stavele, fils de Philippe de Stavele, comte de Herlies, baron de Chaumont, seigneur d'Estaires, prend pour femme en 1562 Madeleine d'Egmont (maison d'Egmond).
À la fin du XIVe siècle, Mathieu de Beauffremez est seigneur d'Herlies. Il a épousé Jacqueline des Planques.
Henri de Beauffremez, seigneur de Ribaucourt à Herlies est déclaré noble le 18 mai 1585 par sentence de la gouvernance de Lille. Sa fille Catherine de Beauffremez se marie le 21 octobre 1589 avec Olivier de Bacquehem, écuyer.
Le village est ravagé par la famine de 1709 et par la guerre entre l'Espagne et la France jusque 1713. Faiblement habité, il est complètement détruit lors de la Première Guerre mondiale.

## Héraldique
|  | Les armes de Herlies se blasonnent ainsi : « D'azur à trois fleurs de lis d'or, au lambel à trois pendants du même en chef ». |

## Politique et administration

### Liste des maires
| Période                                  | Période   | Identité                  | Étiquette | Qualité              |
| ---------------------------------------- | --------- | ------------------------- | --------- | -------------------- |
| Les données manquantes sont à compléter. |           |                           |           |                      |
| 1793                                     | 1801      | Jean-Baptiste Cuvelier    |           |                      |
| 1801                                     | 1814      | Pierre Chombart de Lauwe, |           |                      |
| 1816                                     | 1821      | Jean-François Poillon     |           |                      |
| 1821                                     | 1852      | Pierre Chombart de Lauwe  |           |                      |
| 1852                                     | 1895      | François Chombart         |           |                      |
| 1895                                     | 1898      | Paul Chombart             |           |                      |
| 1899                                     | 1917      | Alphonse Demattre         |           |                      |
| 1917                                     | 1947      | Georges Delattre          |           |                      |
| 1947                                     | 1953      | Georges Denis             |           |                      |
| 1953                                     | 1966      | Henri Wicquart            |           |                      |
| 1966                                     | mars 1983 | Noël Hayart               |           |                      |
| mars 1983                                | mars 2008 | Jules Hayart              | PS        | Retraité             |
| mars 2008                                | mai 2020  | Marie-Françoise Auger     | DVD       | Retraitée            |
| mai 2020                                 | En cours  | Bernard Debeer            |           | Promoteur immobilier |

### Instances judiciaires et administratives
La commune relève du tribunal d'instance de Lille, du tribunal de grande instance de Lille, de la cour d'appel de Douai, du tribunal pour enfants de Lille, du tribunal de commerce de Tourcoing, du tribunal administratif de Lille et de la cour administrative d'appel de Douai.

## Population et société

### Démographie

#### Évolution démographique
L'évolution du nombre d'habitants est connue à travers les recensements de la population effectués dans la commune depuis 1793. Pour les communes de moins de 10 000 habitants, une enquête de recensement portant sur toute la population est réalisée tous les cinq ans, les populations de référence des années intermédiaires étant quant à elles estimées par interpolation ou extrapolation. Pour la commune, le premier recensement exhaustif entrant dans le cadre du nouveau dispositif a été réalisé en 2006.

En 2022, la commune comptait 2 288 habitants, en évolution de −4,98 % par rapport à 2016 (Nord : +0,51 %, France hors Mayotte : +2,11 %).
| 1793  | 1800 | 1806 | 1821  | 1831  | 1836  | 1841  | 1846  | 1851 |
| ----- | ---- | ---- | ----- | ----- | ----- | ----- | ----- | ---- |
| 1 030 | 835  | 887  | 1 074 | 1 098 | 1 065 | 1 046 | 1 001 | 999  |

| 1856  | 1861  | 1866  | 1872 | 1876 | 1881 | 1886 | 1891 | 1896 |
| ----- | ----- | ----- | ---- | ---- | ---- | ---- | ---- | ---- |
| 1 038 | 1 018 | 1 024 | 988  | 944  | 950  | 888  | 878  | 885  |

| 1901 | 1906 | 1911 | 1921 | 1926 | 1931 | 1936 | 1946 | 1954 |
| ---- | ---- | ---- | ---- | ---- | ---- | ---- | ---- | ---- |
| 902  | 902  | 847  | 612  | 708  | 722  | 745  | 728  | 734  |

| 1962 | 1968 | 1975 | 1982  | 1990  | 1999  | 2006  | 2011  | 2016  |
| ---- | ---- | ---- | ----- | ----- | ----- | ----- | ----- | ----- |
| 802  | 805  | 814  | 1 236 | 1 697 | 2 015 | 2 065 | 2 180 | 2 408 |

| 2021  | 2022  | - | - | - | - | - | - | - |
| ----- | ----- | - | - | - | - | - | - | - |
| 2 323 | 2 288 | - | - | - | - | - | - | - |

#### Pyramide des âges
La population de la commune est relativement jeune.
En 2018, le taux de personnes d'un âge inférieur à 30 ans s'élève à 37,5 %, soit en dessous de la moyenne départementale (39,5 %). À l'inverse, le taux de personnes d'âge supérieur à 60 ans est de 21,0 % la même année, alors qu'il est de 22,5 % au niveau départemental.
En 2018, la commune comptait 1 175 hommes pour 1 221 femmes, soit un taux de 50,96 % de femmes, légèrement inférieur au taux départemental (51,77 %).
Les pyramides des âges de la commune et du département s'établissent comme suit.
| Hommes | Classe d’âge | Femmes |
| ------ | ------------ | ------ |
| 0,3    | 90 ou +      | 1,5    |
| 4,8    | 75-89 ans    | 7,1    |
| 14,1   | 60-74 ans    | 14,1   |
| 19,8   | 45-59 ans    | 21,4   |
| 20,8   | 30-44 ans    | 21,1   |
| 15,2   | 15-29 ans    | 15,1   |
| 24,9   | 0-14 ans     | 19,7   |

| Hommes | Classe d’âge | Femmes |
| ------ | ------------ | ------ |
| 0,5    | 90 ou +      | 1,4    |
| 5,3    | 75-89 ans    | 8,1    |
| 14,8   | 60-74 ans    | 16,2   |
| 19,1   | 45-59 ans    | 18,4   |
| 19,5   | 30-44 ans    | 18,7   |
| 20,7   | 15-29 ans    | 19,1   |
| 20,2   | 0-14 ans     | 18     |

## Lieux et monuments

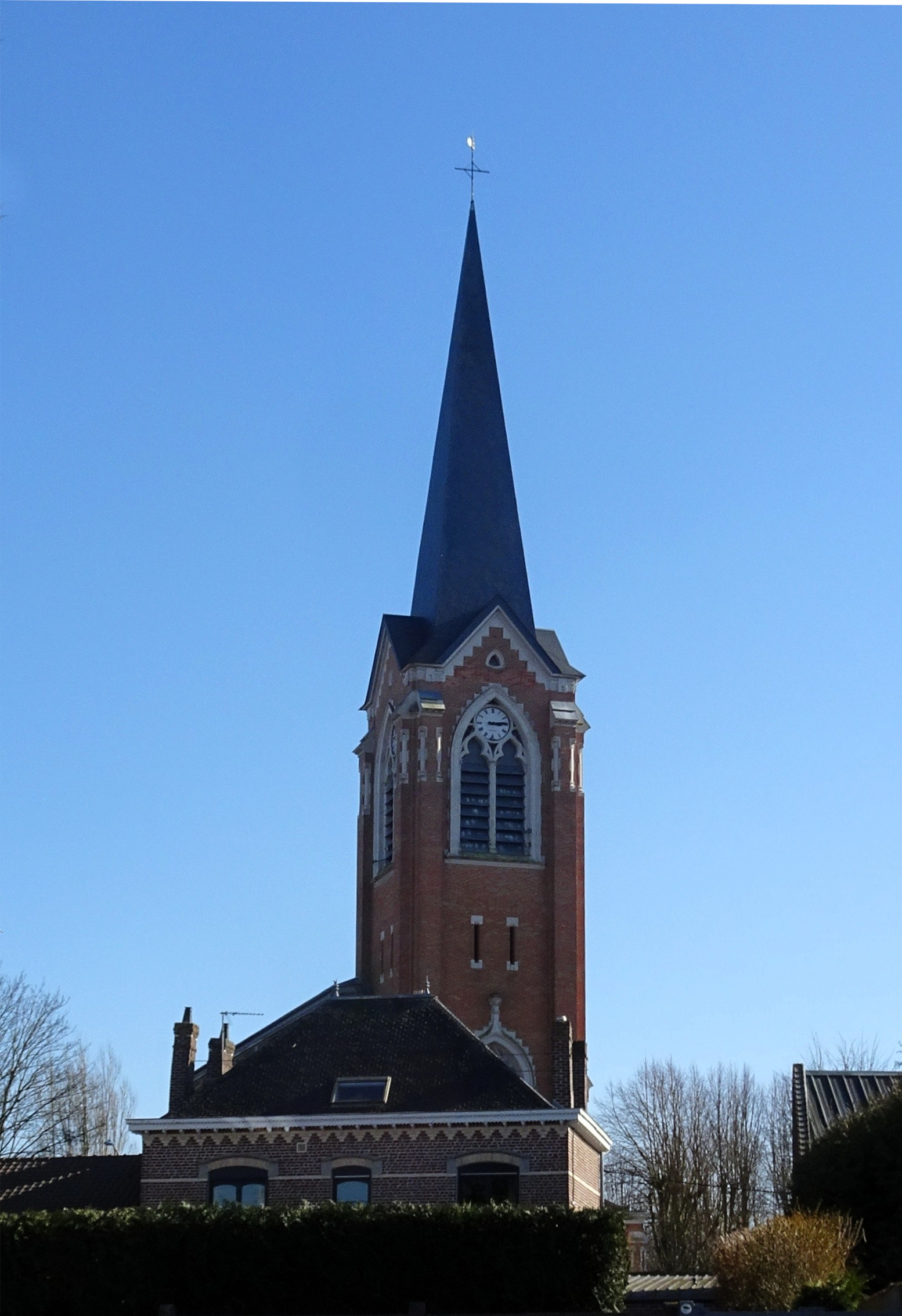
Église Saint-Amé, vue de la flèche

- L'église Saint-Anné de 1926. Détruite durant la Première Guerre Mondiale, elle est reconstruite en 1926 et reçoit de nouvelles cloches.
- Monuments aux morts de 1926.

### Les étangs
|  |
|  |

|  |
|  |

|  |
|  |

### Les Vergers de La Cliqueterie
|  |
|  |

|  |
|  |

|  |
|  |

|  |
|  |

## Personnalités liées à la commune
- Pierre Joseph Marie Chombart, né le 12 janvier 1755 à Herlies et mort le 1er mars 1814 à Lille, homme politique, maire de Herlies, député du tiers état aux États généraux.

## Pour approfondir